# ادبیات
به هر اثر مکتوب ادب یا ادبیات می‌گویند. از این واژه برای سخنی نیز استفاده می‌شود که از حدّ سخنان عادی برتر و والاتر و دارای کلمات زیباتر است و مردم آن سخنان را در میان خود ضبط و نقل کرده‌اند و از خواندن و شنیدنشان دگرگون می‌گردند و احساس غم، شادی یا لذّت می‌کنند. ادبیات مجموعه‌ای از آثار هنری و ذوقی و چکیده‌ای از غرایز معنوی ملت‌هاست، و تمدن هر ملت به‌نسبت عظمت و وسعت ادبیاتش شناخته می‌شود، و به‌طور کلی ادبیات تابع زمان و مکان و نمایندهٔ آداب‌ورسوم و تمدن مردم آن کشور است. ادبیات ابتدا از شعر آغاز شد و وقتی شعر و شاعری به اوج رسید، تازه نوشته‌های نثری آغاز شد. اشعار هومر یونانی و ویرژیل رومی بهترین نمونهٔ جهش‌های غریزهٔ شعریست؛ یونان و روم قدیم‌ترین مللی بودند که اساس ادبیات جهان را پایه‌گذاری کردند.
یکی از طبقه‌بندی‌های مشهور و رایج متن‌های ادبی، طبقه‌بندی دوگانه‌ایست که بر اساس آن متن‌ها به دو گونهٔ اصلی شعر و نثر تقسیم می‌شوند. این طبقه‌بندی سنت دیرینه‌ای در سخن‌شناسی، زبان فارسی و ادبیات جهان دارد. سخنوران و فیلسوفان از دیرباز در پی پررنگ کردن خط ظریف میان این دو گونه، تعریفی فراگیر و تمیزدهنده از شعر و نثر بوده‌اند؛ البته در نخستین دسته‌بندی ادبی انجام شده توسط ارسطو در تاریخ بشر، ادبیات یونان شامل گونه سومی به نام دراما یا همان هنر نمایشی باستان نیز بود که بعدها توسط رومیان توسعه یافت و در متون غربی تا به امروز این دسته‌بندی، برخلاف سنت ایرانی نظم و نثر، به نظم و نثر و دراما تقسیم می‌شود. شاید یکی از دلایل نبود دراما در گونه‌های اصلی ادب فارسی، فقدان توجه به هنرهای نمایشی پیش از اسلام بوده باشد، زیرا همزمان با یونان باستان، در ایران باستان از هخامنشی به بعد نیز نمونه‌هایی از هنرهای نمایشی همراه آواز و موسیقی نیز وجود دارد.

## تعریف‌ها از ادبیات
ادبیات در هر فرهنگ، جامعه و ملتی دارای تعاریف مختلفی بوده و در طی زمان ممکن است تعاریف پیشین آن تغییر کند یا به چالش کشیده‌شود. ادب واژه‌ای است معرب از فارسی. این واژه از دیدگاه واژه‌شناسان به معنی ظرف و حسن تناول آمده است. برخی نیز در فارسی، ادب را به معنی فرهنگ ترجمه کرده‌اند و گفته‌اند که ادب یا فرهنگ همان دانش است. از دیگر معانی واژهٔ ادب می‌توان به هنر، حسن معاشرت، شیوهٔ پسندیده، با سخن اشاره کرد؛ اما ادب در اصطلاح، نام دانشی است که قدما آن را شامل این علوم دانسته‌اند: واژه، صرف، نحو، معانی، بیان، بدیع، عروض، قافیه، قوانین خط، قوانین قرائت که بعضی اشتقاق و انشاء راهم بدان‌ها افزوده‌اند.
البته دیدگاه ادبای قدیم دربارهٔ معنی اصطلاحی «ادب» کمی مختلف است. بعضی آن را فضیلت اخلاقی، برخی پرهیز از انواع خطاها و برخی آن را مانند فرشته‌ای دانسته‌اند که صاحبش را از ناشایستی‌ها بازمی‌دارد.
اما علم ادب (ادبیات) یا سخن‌سنجی یا در دیدگاه پیشینیان اشاره داشته است به دانش آشنایی با نظم و نثر از جهت درستی و نادرستی و خوبی و بدی و مراتب آن. اما برخی ادیب را کسی می‌دانستند که عالم بر علوم نحو، لغت، صرف، معنا، علم بیان، عروض، قافیه و فروع باشد و برخی خط، قرض‌الشعر، انشا، محاضره و تاریخ را هم جزو آن‌ها دانسته‌اند. و در ایران تا سدهٔ پیشین صفت ادیب را برای کسی به کار می‌بردند که به زبانهای فارسی و عربی و علوم مربوط که به آن‌ها اشاره شد مسلط و در سخن ماهر در استفاده از آن‌ها بود. مانند ادیب الممالک فراهانی و ادیب نیشابوری.
جرجی زیدان در این‌باره می‌نویسد:
«علم ادب در اصطلاح علمای ادبیت مشتمل بر اکثر علوم ادبیه است از قبیل: نحو، لغت، تصریف، عروض، قوافی، صنعت شعر، تاریخ و انساب؛ و ادیب کسی است که دارای تمام این علوم یا یکی از آن‌ها باشد و فرق مابین ادیب و عالِم آن است که ادیب از هر چیزی بهتر و خوب‌ترش را انتخاب می‌نماید و عالم تنها یک مقصد را گرفته در آن مهارت می‌یابد.»
مردم غالباً بین ادبیات و آثار مکتوب دیگر تفاوت قائل می‌شوند. اصطلاحات «تخیل ادبی» و «شایستگی ادبی» غالباً به منظور تشخیص آثار ادبی از یکدیگر مورد استفاده قرار می‌گیرند؛ مثلاً تقریباً تمام انسان‌های باسواد دنیا آثار چارلز دیکنز را در زمرهٔ «ادبیات» تلقی می‌کنند در حالی که برخی از منتقدان، آثار جفری آرچر را شایستهٔ گنجانده شدن تحت عنوان «ادبیات انگلیسی» نمی‌دانند. گاهی ممکن است منتقدان برخی از آثار را به دلایلی همچون سطح پایین دستور زبان و نحو، داشتن پیرنگ روایتی باورنکردنی یا گسیخته یا داشتن شخصیت‌های متناقض یا غیرقابل‌باور از زمرهٔ آثار ادبی حذف کنند.
اما باید گفت که مفهوم واژهٔ ادب و ادبیات نیز همانند همهٔ پدیده‌های دیگر در طول زمان یکسان نمانده و دستخوش تحول گردیده است. بیشتر اقوام قدیم جهان، همچون یونانیان، ادب را فقط به معنی و مفهوم شعر به کار می‌برده‌اند و علوم ادبی، نزد آن‌ها علم شعر بوده است و بس.

## تاریخچه
یکی از کهن‌ترین آثار ادبی شناخته شده در جهان، حماسهٔ گیلگمش است. بسیاری از پژوهش‌گران، گیلگمش را نخستین حماسهٔ بشری می‌دانند. این اثر ادبی که تاریخ نگارش آن را سال ۲۷۰۰ پیش از میلاد می‌دانند موضوعاتی چون قهرمانی، دوستی، مرگ، شکست و جستجو به دنبال زندگی ابدی را شامل می‌شود. در هر دورهٔ تاریخی یکی از گونه‌های ادبیات برجسته می‌شود. نخستین آثار ادبی بیشتر دارای جنبه‌های پیدا و پنهان مذهبی‌اند و ریشهٔ تعلیمی نیز همین منابع هستند. سرشت نامتعارف آثار رمانتیک پس از قرون وسطی رشد پیدا کرد؛ در حالی که عصر روشنگری باعث بروز حماسه‌های ملی و آثار فلسفی شد. رمانتیسم بر ادبیات عامیانه و مسائل عاطفی تأکید می‌کرد و به این گونه بود که در سده ۱۹ میلادی راه را برای ظهور رئالیسم و ناتورالیسم که در پی کشف مصادیق واقعیت بودند باز کرد. سده ۲۰ میلادی نیاز به سمبولیسم یا بینش روانی در توصیف و توسعه شخصیت را با خود آورد.

## انواع ادبی
از دیدگاه مفهوم و پیام درونی ادبیات را به چهار دستهٔ کلی تقسیم می‌کنند:
- حماسی
- غنایی
- نمایشی
- تعلیم و تربیت

دیگر انواع ادبی عبارت‌اند از:
ادبیات روایی و داستانی، ادبیات اسطوره‌ای، ادبیات نمادین، ادبیات طنز، ادبیات فولکلور و عامیانه، ادبیات مفاخره، ادبیات مناظره و…

### داستان
داستان روایی (نثر روایی) غالباً از نثر برای بیان رمان، داستان کوتاه، رمان تصویری و امثال آن استفاده می‌کند. نمونه‌های منفرد این نوع داستان در طول تاریخ وجود داشته‌اند اما تنها در سده‌های اخیر به شکل منظم و مجزا نوشته شدند. برای دسته‌بندی داستان‌های منثور غالباً از اندازهٔ آن‌ها استفاده می‌کنند. هر چند که این محدوده‌ها دلخواه است اما قراردادهای نشر مدرن محدوده‌های زیر را تعیین کرده‌اند:
- داستان کوتاه نوعی داستان منثور است که بین ۱۰۰۰ تا ۲۰٬۰۰۰ واژه دربردارد (اما معمولاً بالای ۵۰۰۰ واژه دارد). این نوع داستان ممکن است دارای ساخت روایی نباشد.
- داستانک
- رمان کوتاه (نوولا) داستانی است که بین ۲۰٬۰۰۰ تا ۵۰٬۰۰۰ واژه را دربرداشته باشد.
- رمان نوعی داستان است که بیش از ۵۰٬۰۰۰ واژه دارد.

#### رمان

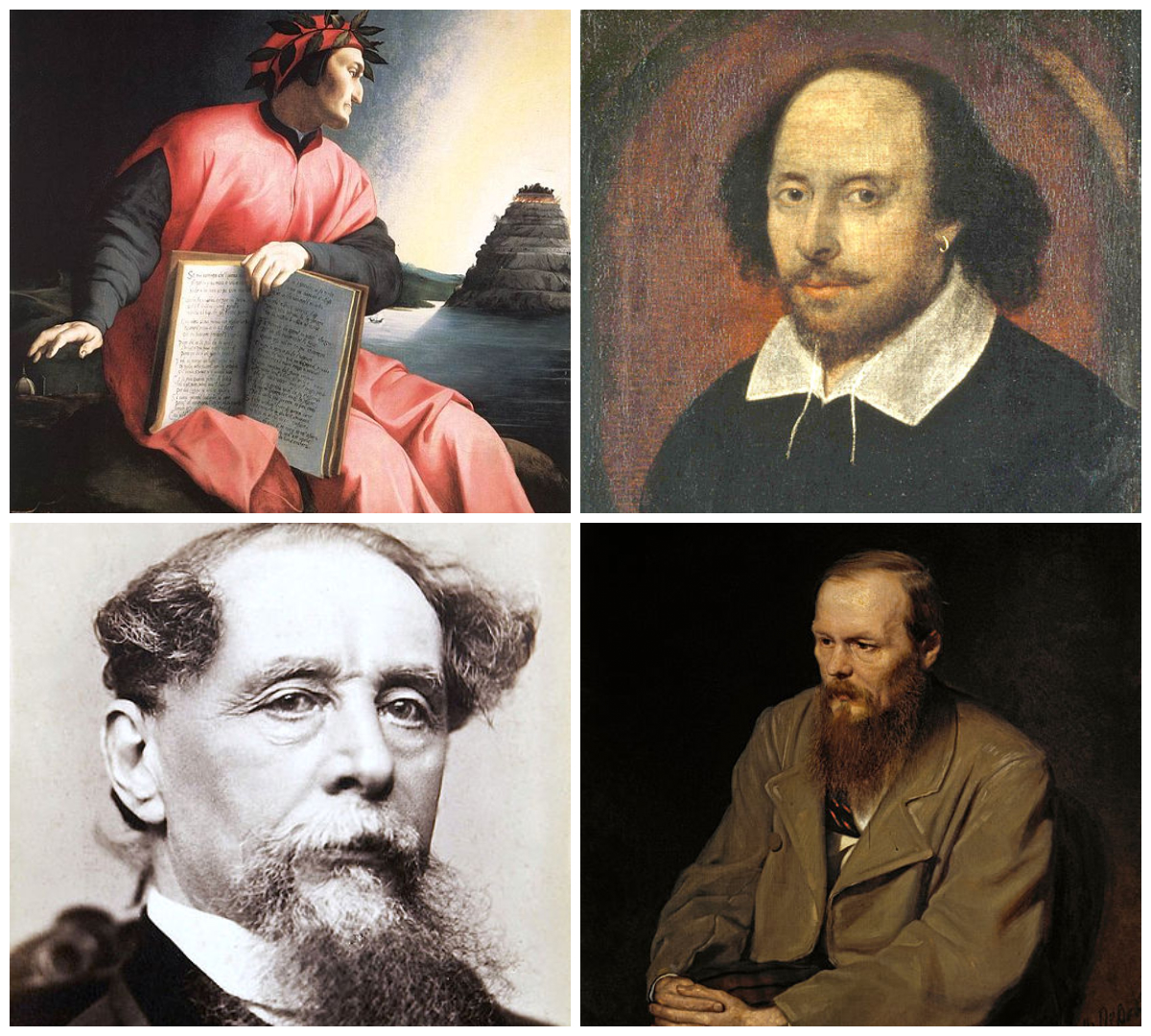
برخی از مطرح‌ترین رمان‌نویسان مسیحی در تاریخ انسان

رمان، داستان بلندی است که به صورت نثر نوشته‌می‌شود. شکل آن نیز از ابداعات سده‌های اخیر است. داستان منثور ایسلندی به نام ساگاس که گفته می‌شود در سدهٔ ۱۱ میلادی نوشته شده، در مرز بین یک اثر سنتی منظوم حماسی- ملی و یک رمان روان‌شناسی مدرن قرار دارد. به جرئت می‌توان گفت که سروانتس اسپانیایی اولین کسی بود که در اروپا دست به نگارش یک رمان اثرگذار به نام دون کیشوت زد. اولین بخش این داستان در سال ۱۶۰۵ و دومین بخش آن در سال ۱۶۱۵ منتشر شد. مجموعه‌های داستانی قدیمی‌تر دیگری مانند هزار و یک شب، دکامرون اثر جیووانی بوکاچیو و داستان‌های کانتربری اثر چاسر شکل مشابهی دارند و اگر امروز نوشته می‌شدند، می‌شد آن‌ها را در دستهٔ رمان قرار داد. دیگر داستان‌هایی که در دوران کلاسیک ادبیات آسیا و عرب نوشته‌شده‌اند را بیش از آن که ما فکر کنیم می‌توان در دستهٔ رمان قرار داد. برای مثال آثاری چون داستان گِنجی (ژاپنی) اثر بانو موراساکی، داستان عربی حی بن یقظان اثر ابن طفیل، داستان عربی تئولوگوس آتودیداکتوس اثر ابن نفیس و داستان چینی افسانه سه پادشاه اثر لو گوانژونگ.
همهٔ رمان‌ها در اروپا در ابتدا جزو آثار مهم ادبی تلقی نشدند. دلیل آن شاید این بود که نگارش نثر صرف، آسان و غیر مهم می‌نمود. با این حال، امروزه مشخص شده است که نگارش نثر بدون توجه به آرایه‌های شاعرانه می‌تواند لذت هنری در فرد ایجاد کند. به علاوه نویسندگان آزاد به این باور رسیده بودند که درگیر نشدن با ساختارهای نظم باعث ایجاد طرح داستانی پیچیده‌تر یا دقیق‌تری نسبت به گونه‌های دیگر ادبی حتی شعر روایی می‌شود. این آزادی به نویسنده این امکان را می‌دهد که به سبک‌های ادبی و نمایشی دیگر – حتی شعر – در محدودهٔ یک رمان بپردازد.

### آثار منثور دیگر
نوشته‌های فلسفی، تاریخی، روزنامه‌ای، حقوقی و علمی از گذشته جزو ادبیات به‌شمار می‌آمدند. این گونه آثار شامل برخی از کهن‌ترین آثار منثور موجود هستند؛ رمان‌ها و داستان‌های منثور نام «داستان» را به خود گرفتند تا از آثار دیگری که معرف واقعیات بودند و اثر «غیرداستان» نامیده می‌شدند مشخص شوند. آثار غیرداستانی از گذشته‌های دور به شکل منثور نوشته‌می‌شدند.
جنبهٔ ادبی نوشته‌های علمی در طول دو سدهٔ گذشته رو به کاهش گذاشت زیرا پیشرفت و تخصصی‌تر شدن علوم باعث شدند که پژوهش‌های علمی برای بسیاری از مخاطبان غیرقابل درک شوند؛ امروزه علم را در ژورنال‌های علمی می‌توان یافت. آثار علمی اقلیدس، ارسطو، کوپرنیک و نیوتون امروز هم از اعتبار زیادی برخوردارند؛ اما به دلیل آنکه دانش موجود در آن‌ها تا حد زیادی منسوخ شده است دیگر نمی‌توان از آن‌ها برای تعالیم علمی سود برد. با این حال این آثار آن قدر هم فنی هستند که نمی‌توان آن‌ها را در برنامه‌های درسی ادبی گنجاند. تنها در برنامه‌های درسی مانند «تاریخ علم» است که می‌توان دانشجویانی را یافت که این آثار را مطالعه کنند. بسیاری از کتبی که به «عمومی ساختن» دانش می‌پردازند نیز امروزه شایستهٔ دریافت عنوان «ادبیات» هستند.
فلسفه نیز تا حد زیادی به یک رشتهٔ دانشگاهی تبدیل شده است. بسیاری از فلسفه‌دانان از این وضع ابراز نارضایتی می‌کنند؛ با وجود این بسیاری از آثار فلسفی در ژورنال‌های آکادمیک چاپ می‌شوند. فیلسوفان بزرگ تاریخ مانند افلاطون، ارسطو، آگوستین، دکارت و نیچه رسماً نویسنده تلقی می‌شدند. برخی از آثار فلسفی امروزی نیز مانند آثار سیمون بلکبرن را جزو «ادبیات» تلقی می‌کنند اما بسیاری از دیگر آثار را نمی‌توان در این رده طبقه‌بندی کرد. برخی از مباحث همچون منطق به قدری فنی شده‌اند که می‌توان آن‌ها را با ریاضیات مقایسه کرد.
بخش عمده‌ای از آثار تاریخی را هنوز می‌توان جزو ادبیات به‌شمار آورد، به خصوص بخشی که آن را به نام گونه اثر غیرداستانی خلاقانه می‌دانند. همچنین بخش اعظم آثار روزنامه‌نگاری مانند روزنامه‌نگاری ادبی نیز چنین است. با این حال این بخش نیز به شدت بزرگ شده و غالباً با هدف سودمندگرایی نوشته می‌شود: مانند ضبط داده‌ها یا هدایت سریع اطلاعات. به همین دلیل آثاری که در این زمینه‌ها نوشته می‌شوند غالباً فاقد خصوصیت ادبی هستند اما برخی از آن‌ها هنوز هم این قابلیت را دارند. بزرگ‌ترین تاریخ‌نگاران ادبی هرودوت، توسیدید و پروکوپیوس بوده‌اند که همگی جزو ادبای جهانی به‌شمار می‌روند.
حقوق، وضعیت بغرنج‌تری دارد. برخی از آثار افلاطون و ارسطو یا حتی بخش‌هایی از انجیل را می‌توان به عنوان ادبیات حقوقی (یا قوانین ادبی) دسته‌بندی کرد. شاید قوانین حمورابی در بابل نیز شامل این دسته‌بندی شوند. قانون مدنی روم که تحت حاکمیت ژوستینین یکم، امپراتور بیزانس، تدوین شد، به عنوان یک اثر ادبی شهرت یافت. اسناد تأسیس بسیاری از حکومت‌ها همچون قانون اساسی ایالات متحده را می‌توان جزو ادبیات به‌شمار آورد؛ هر چند که امروزه متون قانونی، کمتر دارای ارزش‌های ادبی هستند.
متون طراحی بازی‌های رایانه‌ای هیچ‌گاه توسط بازیکنان قابل مشاهده نیستند و تنها تولیدکنندگان یا ناشران این بازی‌ها می‌توانند این متون را دیده و از آن‌ها برای درک، تجسم و حفظ ثبات در هنگام همکاری در ساخت یک بازی استفاده کنند. مخاطب اینگونه آثار معمولاً بسیار کم است. بسیاری از متون بازی‌ها دارای داستان‌های عمیق و دنیاهای دقیقی هستند که باعث می‌شوند که این آثار تبدیل به یک گونهٔ ادبی پنهان شوند.
در نتیجه با تخصصی‌تر شدن و تکثر بسیاری از این رشته‌ها دیگر نمی‌توان آثار تولید شده در حوزه‌های این علوم را جزو ادبیات به‌شمار آورد. شاید بتوان گاهی آن‌ها را جزو «ادبیات ادبی» دسته‌بندی کرد؛ خیلی وقت‌ها این رشته‌ها آثاری تولید می‌کنند که می‌توان بر آن‌ها عنوان‌های «ادبیات فنی» یا «ادبیات حرفه‌ای» نهاد.

### نمایش‌نامه
نمایش‌نامه، معرفِ نوع دیگری از قالب‌های ادبی کلاسیک است که در طول سال‌های متمادی متحول شده. این نوع اثر ادبی غالباً شامل گفتگو بین شخصیت‌ها است و به جای خوانده‌شدن بیشتر تکیه بر اجرای نمایشی دارد. اپرا در طول سده‌های هجده و نوزده میلادی به عنوان ترکیبی از شعر، نمایش و موسیقی رشد یافت. در آن زمان تقریباً تمام نمایشنامه‌ها منظوم بودند. شکسپیر را می‌توان یکی از برجسته‌ترین نمایشنامه‌نویسان جهان دانست. برای نمونه رومئو و ژولیت نمایشنامه‌ای کلاسیک است که عموماً یک اثر ادبی شناخته می‌شود.
نمایش‌نامه‌های یونانی نمونه‌های اولین گونه‌های نمایشی در طول تاریخ هستند که ما به آن‌ها دسترسی داریم. نخستین نمایش‌ها دیتیرامب‌های یونانی بودند که عمدتا در ستایش دیونیسوس و در مراسم‌های مذهبی اجرا می‌شدند. تراژدی به عنوان یک گونه نمایشی از جشنواره‌های مذهبی و مدنی سرچشمه گرفت و معمولاً برای نمایش تم‌های تاریخی یا افسانه‌ای به کار برده می‌شد. تراژدی‌ها معمولاً برای موضوعات بسیار مهم مورد استفاده قرار می‌گرفتند. با ظهور فناوری‌های نوین، نوشتن متن نمایش‌نامه‌های غیر اجرایی باب شد. جنگ دنیاها (رادیو) در سال ۱۹۳۸ نمایش‌نامه‌ای رادیویی بود که برای پخش سراسری نوشته شده‌بود. پس از آن بسیاری از آثار نمایشی برای فیلم یا تلویزیون ساخته‌شدند. به‌طور معکوس، ادبیات تلویزیونی، فیلم و رادیو نیز برای نوشتن آثار چاپی یا الکترونیک به کار برده‌شدند.

### ادبیات شفاهی
اصطلاح ادبیات شفاهی به سنت‌های شفاهی به جا مانده از گذشته اشاره دارد که مشتمل بر گونه‌های متفاوتی چون حماسه، شعر و نمایشنامه، داستان‌های قومی، تصنیف، افسانه، لطیفه و دیگر گونه‌های قومی و محلی (فولکلور) می‌شود. این نوع ادبیات در هر جامعه‌ای وجود دارد و نمی‌توان آن را محدود به جوامع باسواد یا متمدن دانست. ادبیات شفاهی معمولاً توسط فولکلورشناسان یا دانشمندانی که به مطالعات فرهنگی و ادبیات قومی می‌پردازند همچون زبانشناسان، انسان‌شناسان و حتی جامعه‌شناسان مورد تحقیق و بررسی قرار می‌گیرد.

### دیگر گونه‌های روایی
- فیلم، ویدئو یا نمایش‌های تلویزیونی آن قدر پیشرفت کرده و زیاد شده‌اند که غالباً هم‌شأن ادبیات منثور می‌شوند.
- رمان‌های گرافیکی و کتاب‌های کمیک، داستان‌هایی را نقل می‌کنند که به صورت ترکیبی از هنر نقاشی، دیالوگ و متن به صورت مرتب نمایش می‌یابند.

### نظریهٔ ادبی
ادبیات را می‌توان از جنبه‌های گوناگون دیگر هم بررسی و طبقه‌بندی کرد. به عنوان نمونه، بخشی از ادبیات که به عنوان نظریه ادبی مطرح می‌شود، اغلب ناشی از تعریفی است که از ارتباط ادبیات و علم، حکایت می‌کند. در واقع می‌توان گفت، واژه-مفهوم نظریه، مبتنی بر نگرش و راهکار علمی است و اگر در تعریف ادبیات، علمی بودنش مورد تردید باشد، ابداع و طرح موضوعی به نام نظریه ادبی، اساساً بلا موضوع خواهد شد؛ زیرا عده‌ای باور دارند که ادبیات با عواطف و احساسات و خروجی تراوش‌های عاطفی از ذهن و جاری شدن آن بر زبان (گفتار و نوشتار) تأکید بسیار دارند.

## گونه‌های ادبی
گونه ادبی به تقسیمات سنتی انواع آثار گوناگون ادبی بر اساس نوع خاصی از نگارش گفته می‌شود. در زیر فهرستی از گونه‌های ادبی نمایش داده شده است:

### فهرست گونه‌های ادبی
- خودزندگینامه، خاطره، خودزندگینامه معنوی
- زندگینامه
- خاطرات روزانه و وقایع روزانه
- ادبیات الکترونیکی
- راویان برده
- افکار، گفتارهای حکیمانه
- داستان
  - ادبیات کودک و نوجوان
  - ادبیات کمیک
  - رمان جنایی
    - رمان کارآگاهی
    - رمان ماجراجویی

  - افسانه، فولکلور
  - خیال‌پردازی
  - ادبیات گوتیک (معمولاً هم‌معنی ادبیات ترس است)
  - داستان تاریخی
  - ترس
  - رمان طبی
  - داستان طنز یا فکاهی
  - داستان رازآمیز
  - رمان فلسفی
  - رمان سیاسی
  - رمان عاشقانه
    - داستان عاشقانهٔ تاریخی

  - ساگا، ساگای خانوادگی
  - هزلیات، هجویات
  - داستان علمی و تخیلی
  - داستان هیجان‌انگیز
    - داستان هیجان‌انگیز دسیسه‌ای
    - داستان هیجان‌انگیز روان‌شناسی
    - داستان هیجان‌انگیز سیاسی/رمان جاسوسی

  - تراژدی

## آرایه‌های ادبی
آرایهٔ ادبی در یک اثر باعث ایجاد تأثیر خاصی بر خواننده می‌شود. تفاوت میان آرایه‌های ادبی و گونه‌های ادبی مانند تفاوت تاکتیک‌های نظامی و استراتژی نظامی است؛ بنابراین با این که داستان دیوید کاپرفیلد در برخی جاها از هزل استفاده می‌کند اما به گونه کمیک تعلق دارد و نه گونه هزل. در عین حال، خانه متروک آن قدر از هزل استفاده‌می‌کند که باعث می‌شود این اثر را در زمرهٔ هزلیات قرار دهیم. این گونه است که استفادهٔ مکرر از یک آرایهٔ ادبی باعث می‌شود تا یک گونه جدید به وجود آید، همان‌طور که در مورد یکی از نخستین رمان‌های مدرن به نام پاملا (رمان) اثر ساموئل ریچاردسون اتفاق افتاد. در این اثر آن قدر از صنعت نامه‌نگاری استفاده شد که باعث شد رمان‌های نامه‌نگاری که چند صباحی بود که باب شده بودند، قدرت گرفته و خود به یک گونه ادبی جداگانه تبدیل شوند.

## نقد ادبی
نقد ادبی، بررسی و نقد یک اثر ادبی است که در برخی موارد باعث پیشبرد کیفیت اثر ادبی در حال تکمیل می‌شود. شیوه‌های نقد ادبی گوناگونی وجود دارند که هر کدام می‌توانند برای نقد یک اثر به صورت دیگر یا نقد جنبه‌های متفاوت یک اثر به کار روند.
هم چنین نقد ادبی قوانین، موازین و دلایل مقبولیت و رد آثار ادبی را مورد مطالعه قرار می‌دهد، حقیقت هنری را در یک اثر ادبی می‌شناسد و می‌شناساند، ارزش‌های نهفته و نامکشوف آن را کشف و آشکار می‌سازد، و سره را از ناسره، و قوی را از ضعیف در آثار ادبی جدا می‌سازد و تفکیک می‌کند.
نقد ادبی بر اساس این که از کدام زاویه دید به اثر ادبی نگاه و بر مبنای چه موازینی آن را تحلیل و ارزیابی می‌کند به انواع گوناگونی بخش‌بندی می‌شود.
نمونه‌ای از انواع نقد ادبی در زیر فهرست شده‌اند:
- نقد معناشناسانه
- نقد زبان‌شناسانه
- نقد نمادشناسانه
- نقد صورت‌گرایانه
- نقد ساختارگرایانه
- نقد پساساختارگرایانه و پست‌مدرن همانند: واسازی متن
- نقد با کمک نظریه واکنش خواننده
- نقد فمنیستی
- نقد زیست‌محیطی
- نقد روان‌کاوانه
- نقد از منظر دینی
- نقد اسطوره‌شناسانه
- نقد از منظر تاریخی همانند: تاریخ‌گرایی نوین
- نقد از منظر سیاسی یا اقتصادی همانند نقد مارکسیستی
- نقد علمی
- نقد روایی
- نقد استعماری
- نقد پسااستعماری
- نقد بر اساس نظریه کوئیر
- نقد ترکیبی
- و…

### جستارهای مختص ادبیات
- ادبیات آذربایجانی
- ادبیات آلمان
- ادبیات آمریکا
- ادبیات آنگلوساکسونی
- ادبیات ارقامی
- ادبیات ارمنی
- ادبیات اسپانیایی
- ادبیات اسپرانتو
- ادبیات اعتیاد
- ادبیات افغانستان
- ادبیات انگلیسی
- ادبیات انگلیسی باستان
- ادبیات انگلیسی در دوران بازگشت و سده هجدهم
- ادبیات انگلیسی در دوره رومانتیک
- ادبیات انگلیسی در عصر ویکتوریا
- ادبیات انگلیسی در قرن هفدهم
- ادبیات انگلیسی در قرون وسطی
- ادبیات انگلیسی میانه
- ادبیات انگلیسی کهن
- ادبیات ایتالیا
- ادبیات ایران
- ادبیات ایران باستان
- ادبیات برزیل
- ادبیات بلخی
- ادبیات بلوچی
- ادبیات بلژیک
- ادبیات بهائی
- ادبیات تاجیکستان
- ادبیات تجربی
- ادبیات ترکی
- ادبیات ترکی استانبولی
- ادبیات تطبیقی
- ادبیات تطبیقی (نشریه)
- ادبیات تعلیمی
- ادبیات توده
- ادبیات جنایی
- ادبیات جنگ
- ادبیات جهان
- ادبیات حماسی
- ادبیات حماسی عربی
- ادبیات خاکستری
- ادبیات خوارزمی
- ادبیات داستانی
- ادبیات داستانی ابرقهرمانی
- ادبیات داستانی افغانستان
- ادبیات داستانی ایران
- ادبیات داستانی بزرگسالان
- ادبیات داستانی تاریخی
- ادبیات داستانی جنوب
- ادبیات داستانی مرزشکن
- ادبیات داستانی نوجوانان
- ادبیات داستانی هنجارشکن
- ادبیات داستانی گوتیک آمریکایی
- ادبیات دری
- ادبیات دگرباشان
- ادبیات دیجیتالی
- ادبیات رستاخیزی
- ادبیات رمانتیک
- ادبیات رنسانس
- ادبیات روسی
- ادبیات روسیه
- ادبیات زرتشتی
- ادبیات زنانه
- ادبیات زندان
- ادبیات سریانی
- ادبیات سغدی
- ادبیات سوئد
- ادبیات سکائی باستان
- ادبیات سکائی میانه
- ادبیات شبانی
- ادبیات شفاهی
- ادبیات شفاهی آذربایجان
- ادبیات شفاهی کردستان
- ادبیات شهری
- ادبیات شهوانی
- ادبیات شهوانی در اشعار مولانا
- ادبیات شهوانی در اشعار مولوی
- ادبیات شگرف
- ادبیات شیعی
- ادبیات عاشقانه
- ادبیات عامه
- ادبیات عامه پسند
- ادبیات عامیانه
- ادبیات عثمانی
- ادبیات عرب
- ادبیات عرب در سده دهم
- ادبیات عرفانی
- ادبیات علمی
- ادبیات علمی-تخیلی در ایران
- ادبیات غنایی
- ادبیات غیرداستانی
- ادبیات فارسی
- ادبیات فارسی باستان
- ادبیات فارسی میانه
- ادبیات فارسیهود
- ادبیات فانتزی
- ادبیات فرانسه
- ادبیات فرانسه در قرن بیستم
- ادبیات فرانسه زبان
- ادبیات فرانسهٔ در قرن بیستم
- ادبیات فراهنجاری
- ادبیات لاتین
- ادبیات لزبین
- ادبیات مادی
- ادبیات مازندرانی
- ادبیات مانوی
- ادبیات محور شرارت
- ادبیات مدرن
- ادبیات مستهجن
- ادبیات معاصر ایران
- ادبیات معاصر تاجیکستان
- ادبیات مقاوت
- ادبیات مهجر
- ادبیات نمایشی
- ادبیات نوگرا
- ادبیات نوین انگلیس
- ادبیات همسنجشی
- ادبیات هند
- ادبیات هندوستان
- ادبیات هندی
- ادبیات وحشت
- ادبیات پایداری
- ادبیات پرتغالی
- ادبیات پرو
- ادبیات پرولتریایی
- ادبیات پسااستعماری
- ادبیات پست مدرن
- ادبیات پلیسی
- ادبیات چوپانی
- ادبیات چکی
- ادبیات چین
- ادبیات ژاپن
- ادبیات کام‌جویانه
- ادبیات کردستان
- ادبیات کلمبیا
- ادبیات کهن ایران
- ادبیات کودک
- ادبیات گرجی
- ادبیات گمانه‌زن
- ادبیات گوتیک
- ادبیات گورانی
- ادبیات گیلکی
- ادبیات گینه
- ادبیات یونان باستان
- ادبیات یونانی
- ادبیات ییدیش